# Statystyka pomocnicza
Statystyka pomocnicza (swobodna) – statystyka, której rozkład prawdopodobieństwa nie zależy od tego, który spośród założonej rodziny rozkładów jest rozkładem populacji, z której pochodzą dane statystyczne. Pojęcie statystyki pomocniczej wprowadził Ronald Fisher.